# Trizocheles mendanai
Trizocheles mendanai is een tienpotigensoort uit de familie van de Pylochelidae. De wetenschappelijke naam van de soort is voor het eerst geldig gepubliceerd in 2009 door McLaughlin & Lemaitre.